# Louis Gastine
 (octobre 2022).
Si vous disposez d'ouvrages ou d'articles de référence ou si vous connaissez des sites web de qualité traitant du thème abordé ici, merci de compléter l'article en donnant les références utiles à sa vérifiabilité et en les liant à la section « Notes et références ».
Pour les articles homonymes, voir Gastine.
Louis Gastine, né le 7 février 1858 et mort le 3 décembre 1935, est un journaliste, dramaturge et romancier français.
En tant que journaliste, il a collaboré au Figaro, et aux revues Moniteur des arts, Réveil, Revue de l'Islam, etc.. En tant que romancier, on trouve des romans historisants, des titres sur l'aviation et une encyclopédie sur l'évolution sociale française.
Il fut l'un des fondateurs de l'Aero-Club et du Touring-Club. 

## Biographie
Né le 7 février 1858 à Paris, Louis Gastine est le fils du peintre Camille-Auguste Gastine (1819-1867), le frère du chimiste Gabriel Gastine (1853-1925) et le mari de la romancière Laurence Gastine.
Journaliste et romancier populaire, il se passionna pour les débuts de l'aviation puis pour la science-fiction. Son importante production fut principalement publiée en fascicules d'une centaine de pages qui ne furent que rarement réédités en volumes. Il écrivit au début du XXe siècle plusieurs œuvres formant la toute première saga française de science-fiction, décrivant une guerre du futur, et qui s'est étalée sur 18 fascicules qui ne furent jamais réédités, pour cause de guerre de l’époque.
Durant les années 1920 et jusqu'à sa mort en 1935, Louis Gastine délaissa la science-fiction et l'aviation pour se consacrer à un autre genre de prédilection, le roman historique érotique.
Il crée en 1899 une revue consacrée à la photographie : La Photographie française : revue mensuelle illustrée des applications de la photographie à la science à l'art et à l'industrie. 
À partir de 1924, Louis Gastine rejoint les éditions Baudinière, avec lesquelles il publie quelques-uns de ses derniers romans, dont son ultime récit de science-fiction, La Ruée des jaunes (1933).
Il meurt à Paris le 3 décembre 1935 dans le 15e arrondissement.

## Publications

### Principaux ouvrages
- Filles d’Orient, 1898
- L’Asie en feu, 1904
- L’A. B. C. de l’Aviation, 1911
- Dans l’azur, aventures d’un aviateur français, 1909
- Énigme dans l’espace, La France automobile et aérienne, 1909
- Le Roi de l’espace, La maison du livre moderne,
- Les Nuits galantes de Louis XV
- Le Roi-Soleil s’amuse, 1924
- L'Orgie gauloise
- Les Jouissances de la Révolution
- La Reine du Directoire
- La Guerre dans l’espace, La maison du livre, 1912
- La Ruée des jaunes, éditions Baudinière, 1933
- Nuits d'Orgies au Vatican : les femmes du Pape Borgia, 1935
- Voluptés gallo-romaines, Editions de l’évolution sociale française, 1935
- Plaisirs féodaux, Les éditeurs associés, 1935